# Onthophagus subplanus
Onthophagus subplanus là một loài bọ cánh cứng trong họ Bọ hung (Scarabaeidae).